# Дун Хайчуань
Дун Хайчуань (кит.: 董海川; 13 жовтня 1797 або 1813 — 25 жовтня 1882) — китайський майстер бойових мистецтв, якого вважають засновником внутрішнього стилю бойових мистецтв Багуачжан (八卦掌, «долоня восьми тригрів»).

## Біографія
Дун Хайчуань народився 13 жовтня 1797 або 1813 року в селі Чжучжень, повіт Веньань, провінція Хебей, Китай. У молодості він вивчав різні бойові мистецтва, зокрема стилі, що базувалися на Шаолінь, такі як Бафаньцюань, Хунцюань, Сінменьцюань та Цзінганцюань. Приблизно в 1853 році, через бідність, він залишив рідну провінцію і вирушив у мандри, під час яких продовжував удосконалювати свої бойові навички. За деякими легендами, під час цих подорожей він зустрів даоського майстра, який навчив його техніці ходіння по колу та іншим внутрішнім практикам. Ці знання Дун поєднав із раніше вивченими стилями, створивши унікальне бойове мистецтво, яке спочатку назвав Чжуаньчжан («поворотна долоня»), а згодом — Багуачжан.
Близько 1864 року Дун прибув до Пекіна і був прийнятий на службу до князя Су. Згодом він став збирачем податків, а також навчав охоронців палацу своєму бойовому мистецтву. Після повернення з подорожей Монголією він залишив службу і повністю присвятив себе навчанню учнів Багуачжан.
Дун Хайчуань помер 25 жовтня 1882 року в Пекіні.

## Внесок у бойові мистецтва
Дун Хайчуань вважається засновником Багуачжан — одного з трьох основних внутрішніх стилів китайських бойових мистецтв поряд із Тайцзицюань та Сін'їцюань. Його стиль базується на даоських принципах, зокрема на теорії І Цзін (Книга Змін) та концепції інь і ян. Багуачжан відомий своїми круговими рухами, динамічними змінами напрямку та унікальними техніками долоні.
Дун навчав багатьох учнів, які згодом стали відомими майстрами та засновниками власних стилів Багуачжан. Серед них:
- Інь Фу (尹福) — перший учень Дуна, засновник стилю Інь Багуачжан. Після відставки Дуна він став керівником охоронців імператорського палацу.
- Чен Тінхуа (程廷華) — засновник стилю Чен Багуачжан, відомий своєю участю в Боксерському повстанні.
- Ма Гуй (馬貴) — учень Інь Фу, який став відомим майстром третього покоління Багуачжан.
- Лян Чженьпу (梁振蒲) — наймолодший учень Дуна, засновник стилю Лян Багуачжан.

Завдяки цим учням Багуачжан поширився по всьому Китаю і став одним із найвпливовіших стилів бойових мистецтв.

## Спадщина
Дун Хайчуань залишив значний слід у світі бойових мистецтв. Його методи та філософія вплинули на розвиток багатьох стилів і шкіл. Сьогодні Багуачжан практикується в усьому світі, а ім'я Дуна Хайчуаня шанується як ім'я великого майстра та новатора.